# Natjager
 Der er for få eller ingen kildehenvisninger i første halvdel af denne artikel, hvilket er et problem. Du kan hjælpe ved at angive troværdige kilder til de påstande, som fremføres.

En natjager er en betegnelse for et jagerfly, der er udstyret til at finde og bekæmpe fjendtlige fly i mørke eller dårlig sigtbarhed, f.eks. med et radarsystem. Ofte er målet bombefly. Flyene vil typisk have udstyr til navigation og landing i mørke. Betegnelsen altvejrsjager er også blevet benyttet. Moderne jagerfly er alle udstyret med radar og ofte andre former for udstyr, så betegnelsen bruges ikke længere.

## Før 2. Verdenskrig
Ved starten af 1. Verdenskrig var det en almindelig opfattelse, at bombeangreb kun kunne finde sted i dagslys, undtagen måske mod byer. Det viste sig nu hurtigt, at det også kunne gøres i mørke.
Jagerfly blev modificeret til kamp om natten. Maskingeværer blev udstyret med sporlysprojektiler, en ny opfindelse. Maskingeværerne blev anbragt oven på øverste vinge, så mundingsglimtene ikke skulle blænde piloten. Desuden var man utryg ved at anvende sporlysprojektiler i maskingeværer, der var synkroniseret til at skyde gennem propellens cirkel.
Op til 2. Verdenskrig skete der flere tekniske udviklinger til natjagere. I Tyskland udvikledes infrarøde søgere og ligefrem systemer med infrarød belysning til natbrug. Men en effektiv natjager krævede et radarapparat, der kunne anbringes på jageren, og sådan noget fandtes endnu ikke ved krigsudbruddet.

## 2. Verdenskrig
Under 2. Verdenskrig benyttede både Storbritannien og Tyskland radar for at varsle om kommende flyverangreb og til at dirigere jagerfly mod de angribende maskiner. I Storbritannien udvikledes radarkæden Chain Home, mens Tyskland udviklede Kammhuber-linjen. I begyndelsen rådede man ikke over radarapparater, der kunne monteres i jagerflyene.[kilde mangler]
Passivt sporingsudstyr, der søgte efter radarudstråling fra modstanderens fly, blev også udviklet, f.eks. det tyske Naxos-system.
Omvendt kunne bombefly (målene) med passende udstyr opdage udstrålingen fra natjagernes radar, og forberede sig på det truende angreb.
Radar blev søgt forstyrret med udkastning af aluminiumsstrimer (Window) eller med forstyrrende radiosignaler på radarens frekvens. Forskellige metoder blev så udviklet til omgåelse af disse beskyttelsesmidler.[kilde mangler]

## Wilde Sau
Et af de mere radikale og mest enkle systemer var Wilde Sau, der benyttede hurtige jagerfly uden egen radar, men stadig dirigeret fra jordstationer. Disse fly skulle operere i zoner uden luftværnsild. Desuden blev de byer, som flyene fløj over, ret usædvanligt beordret til at tænde for så meget lys som muligt. På den måde kunne bombeflyene ses belyst nedefra.

## Slaget om England
Under Slaget om England benyttede RAFs natjagere vejledning fra radar på jorden. For at hemmeligholde eksistensen af radarsystemet, udbredte man historier om piloter med exceptionelt nattesyn. Da tyskerne også kendte til radar, lod de sig ikke narre.[kilde mangler]
Natjagere var ofte men langt fra altid malet sorte for at gøre dem mindre synlige ved angreb nedefra, og havde afskærmede udstødningsrør, så flammerne omkring udstødningen ikke var synlig. Den ammunition, der blev brugt, kunne også være tilpasset for at mindske mundingsglimt. Flyene kunne være modificerede udgaver af jagerfly, eller specielle fly udviklet til formålet eller modificerede mindre bombefly. Radarantennerne er et karakteristisk og iøjnefaldende element på tyske natjagere fra 2. Verdenskrig.[kilde mangler]

## Himmelbett
Tyskland udviklede et sammenhængende system til styring af angreb på allierede bombefly. Flyene blev ofte opdaget meget tidligt, endnu mens de samlede sig i større enheder over England. Dette skete ved at få flyenes IFF-udstyr til at svare et opkald fra tyske sporingssystemer. Det gav en varsling i meget god tid. Flyene blev derpå fulgt med store, langtrækkende radarsystemer, og natjagerne blev fordelt til målene af regionale centraler (der også var aktive om dagen), hvortil alle oplysninger blev overført med kabel. Derpå ville lokale natjagerledelser overtage et mål og en natjager. To radarstationer, typisk af typen Würzburg-Riese, fulgte flyene, den ene radar fulgte målet, den anden fulgte natjageren. Målingerne samledes på et plottebord, benævnt Seeburg Tisch, hvor flyene markeredes med spotlys nedefra. Herfra blev natjageren dirigeret frem mod målet med radio. Når natjageren, hvis radar kun havde en begrænset rækkevidde (i begyndelsen fungerede systemet uden radarer i natjagerne), kunne detektere målet, meddeltes dette til jordstationen over radio, og natjageren gennemførte nu selv selve angrebet. Metoden blev kaldt for Himmelbett. Den var meget effektiv, men det begrænsede antal jagerfly, der var til rådighed, satte en begrænsning for resultaterne.
Før Würzburg Riese blav almindelig, blev jagerfly dirigeret med brug af Freya-radaren. Denne radar havde en længere rækkevidde, og ét apparat kunne følge både mål og natjager. Til gengæld kunne Freya ikke angive målets flyvehøjde, hvilket gjorde systemet meget lidt effektivt.

## Natjager mod natjager
De britiske tab over for tyske natjagere (RAF bombede som hovedregel om natten, mens USA's bombemaskiner bombede om dagen, selv om mere præcise britiske bombeangreb af og til fandt sted om dagen) blev hurtigt så alvorlige, at man indsatte egne natjagere mod de tyske natjagere. Dette kunne f.eks. ske ved at lade Mosquito-fly i rollen som jagerbombere angribe de tyske startbaner og i øvrigt beskyde fly på jorden (det kaldes at strafe). De blev så afløst af andre Mosquitofly, der holdt sig omkring nogle lovende områder, og så angreb de tyske fly, der kom i nærheden.

## Jamming og modsvar
Britiske bombemaskiner blev udstyret med elektronisk udstyr til at pejle og forstyrre både radar og kommunikationen mellem de tyske natjagere og deres ledelse på jorden (jamming). De tyske radarstationer på jorden blev forbedret og gjort kraftigere, men kommunikationen med jagerne blev meget vanskelig. Luftwaffe gik over til at benytte morse (hvor sendeeffekten koncentreres i et meget smalt frekvensområde modsat radiotelefoni). Luftwaffe indførte også falsk radiotrafik for at få de britiske radiofolk til at bruge nogle af kræfterne på at jamme ikke-eksisterende fjender. Denne metode gik under navnet Orgelpfeife og krævede helst operatører, der kunne efterligne mange forskellige stemmer og tyske dialekter.

### Bernhard
Senere indførtes Bernhard-systemet, hvor man opgav at dirigere de enkelte natjagere. I stedet udsendte man et pejlesignal fra hver Bernhard-station og en enkel reportage-udsendelse om, hvor der kunne forventes fjendtlige bombefly, som jagerne så selv måtte opsøge. Pejlesignal og reportage (i form af tal og enkelte bogstaver) udsendtes med Hellschreiber-teknik, der minder lidt om en telefax, og som var ret robust over for forstyrrelser. I Danmark fandtes der en Bernhard-station ved Hundborg i Thy.